# 乌顶隐蜂鸟
乌顶隐蜂鸟（学名：Phaethornis augusti）是雨燕目蜂鸟科的一种鸟类。
乌顶隐蜂鸟体重约6克，翼长约57毫米，嘴峰长约35.4毫米，喙宽度约2.2毫米，喙厚度约2.2毫米，跗蹠长约5.1毫米，尾长约78.6毫米。乌顶隐蜂鸟在其分布区内为留鸟，其栖息在密集的高大树木组成的森林中，食性为草食性，主要食物来源是植物的花蜜。

## 亚种
- ：分布于圣玛尔塔内华达山脉。
- ：分布于哥伦比亚（东安第斯山脉和馬卡雷納山脈）至委内瑞拉北部山区。
- ：分布于委内瑞拉东南部以及邻近的圭亚那和巴西北部。[4]